# Liste des centrales électriques en Mauritanie
Cette page répertorie les centrales électriques en Mauritanie .

## Contexte
L'énergie est distribuée par la Société nationale mauritanienne d'électricité (Somelec). La plupart de l'énergie provient de petits générateurs diesel distribués, mais l'électricité connectée au réseau augmente , en particulier celle issue des énergies renouvelables. La Mauritanie exporte un surplus d'énergie vers le Sénégal et le Mali  tout en bénéficiant de barrages hydroélectriques implantés au Mali.

## Liste de centrales par type d'énergie

### Thermique
| Centrale thermique               | Communauté | Coordonnées | Type de carburant | Capacité | Année complétée | Propriétaire     | Remarques |
| -------------------------------- | ---------- | ----------- | ----------------- | -------- | --------------- | ---------------- | --------- |
| Centrale thermique de Nouadhibou | Nouadhibou |             | Gaz naturel       | 120 MW   | 2014            | Somelec & autres | [ 3 ]     |

### Solaire
| Centrale solaire                   | Communauté     | Coordonnées | Capacité | Année complétée | Propriétaire       | Remarques |
| ---------------------------------- | -------------- | ----------- | -------- | --------------- | ------------------ | --------- |
| Centrale solaire de Sheikh Zayed   | Nouakchott     |             | 15 MW    | 2013            | Masdar d'Abu Dhabi | ,.        |
| Huit usines dans les zones rurales | Atar et autres |             | 16,6 MW  | 2016            | Masdar d'Abu Dhabi | , .       |
| Centrale solaire de Zouerat        | Zouérat        |             | 3 MW     | 2013            |                    | [ 1 ]     |
| Centrale solaire de Nouakchott     | Nouakchott     |             | 50 MW    |                 |                    | Prévu .   |

### Vent
| Parc éolien                     | Communauté | Coordonnées | Capacité | Année complétée | Propriétaire | Remarques       |
| ------------------------------- | ---------- | ----------- | -------- | --------------- | ------------ | --------------- |
| Parc éolien de Boulenoir        | Boulenoir  |             | 100 MW   |                 | Somelec      | En construction |
| Centrale éolienne de Nouadhibou | Nouadhibou |             | 4,4 MW   | 2011            | Somelec ea   | [ 9 ]           |
| Centrale éolienne de Nouakchott | Nouakchott |             | 30 MW    | 2015            |              | [ 10 ]          |